# АЕЦ „Ембалсе“
АЕЦ „Емба̀лсе“ (на испански: Central Nuclear Embalse) е атомна електрическа централа в Ембалсе, Аржентина.
Централата има един блок с реактор с тежка вода под налягане от канадската серия КАНДУ. Изграждането ѝ започва през 1974 година от канадско-италиански консорциум и е пусната в експлоатация на 20 януари 1984 година. Първоначалният капацитет е 600 MW, но през 2015 – 2019 година е с реконструирана с удължаване на живота за още 30 години и мощността е увеличена на 635 MW.

## Вижте още
- АЕЦ „Атуча“